# أحمد الكربولي
أحمد الكربولي  سياسي ورجل أعمال عراقي شغل منصب وزير الصناعة والمعادن (2010-2014) في حكومة نوري المالكي.[بحاجة لمصدر]

## الاتهامات
اتهم احمد الكربولي بالعديد من الاتهامات، والتي تضمنت تهم فساد خلال توليه منصبه في وزارة الصناعة والمعادن العراقية، كان اهمها الحكم عليه بالسجن من قبل القضاء العراقي لمدة 4 سنوات حيث أصدرت محكمة عراقية حكما بسجن وزير الصناعة الأسبق أحمد ناصر الكربولي في حكومة نوري المالكي، بتهم تتعلق بالفساد واستغلال المنصب.